# ファーベル岬

グリーンランドの全体図。南端の黄色い点がファーベル岬

ファーベル岬（ファーベルみさき、デンマーク語: Kap Farvel）は、北緯59度46分00秒 西経43度55分00秒 / 北緯59.76667度 西経43.91667度に位置する、グリーンランド最南端の岬。
ヨーロッパに戻る船が最後に観ることになる場所であることから、デンマーク語で「さよなら」を意味するファーベルと名付けられた。英語でフェアウェル岬とも呼ばれる。

## 歴史
グリーンランドの南西部に到着したヴァイキングは、ファーベル岬と現在のヌークの間の沿岸部に多くの入植地を作り、農業と畜産業を営んでいたとされる。